# ベタメタゾン
ベタメタゾン は、糖質コルチコイド製剤であり、ステロイド抗炎症薬・免疫抑制薬として用いられる。
他のステロイドと比べて、ベタメタゾンは鉱質コルチコイド作用が少なく、ナトリウムおよび水貯留を引き起こし難い。気管支喘息、副腎不全、ネフローゼ症候群等多岐にわたる炎症の治療に用いることができる。
ソル・コーテフ, ソル・メドロール, 水溶性プレドニンはいずれもコハク酸エステルステロイドである。アスピリン喘息は、コハク酸エステルステロイドでは誘発される可能性があり、使用を控えるべきとされている。一方ベタメタゾンはリン酸エステルステロイドであり、有効成分そのものにアスピリン喘息を悪化させることはないため、比較的安全に使用可能とされている。
皮膚炎や皮膚瘙痒症に対しては、軟膏・クリーム・ローションが用いられる。ステロイド外用薬として、日本での格付けで5段階中4のベリーストロングの酪酸プロピオン酸ベタメタゾン（商品名アンテベート）やベタメタゾンジプロピオン酸エステル（リンデロンDP）、3のストロングのベタメタゾン吉草酸エステルがある。
気管支喘息重積発作・副腎クリーゼ・造血器腫瘍などの治療には、錠剤や注射剤が用いられる。

## 剤形
ベタメタゾンは、リン酸エステル、吉草酸エステルなどといった複数の化合物による製剤がある。剤形は錠剤（リンデロン錠）、軟膏（リンデロン-V軟膏）、クリーム（リンデロン-Vクリーム）、注射（リンデロン注）、坐剤、注腸液、点眼・点鼻・点耳液など様々なものがある。
ステロイド外用薬として使われ、日本での格付けで5段階中4のベリーストロングでは、酪酸プロピオン酸ベタメタゾン（商品名アンテベート）やベタメタゾンジプロピオン酸エステル（リンデロンDP）、3のストロングではベタメタゾン吉草酸エステル（ベトネベート、リンデロンVなど）。

## 適応症

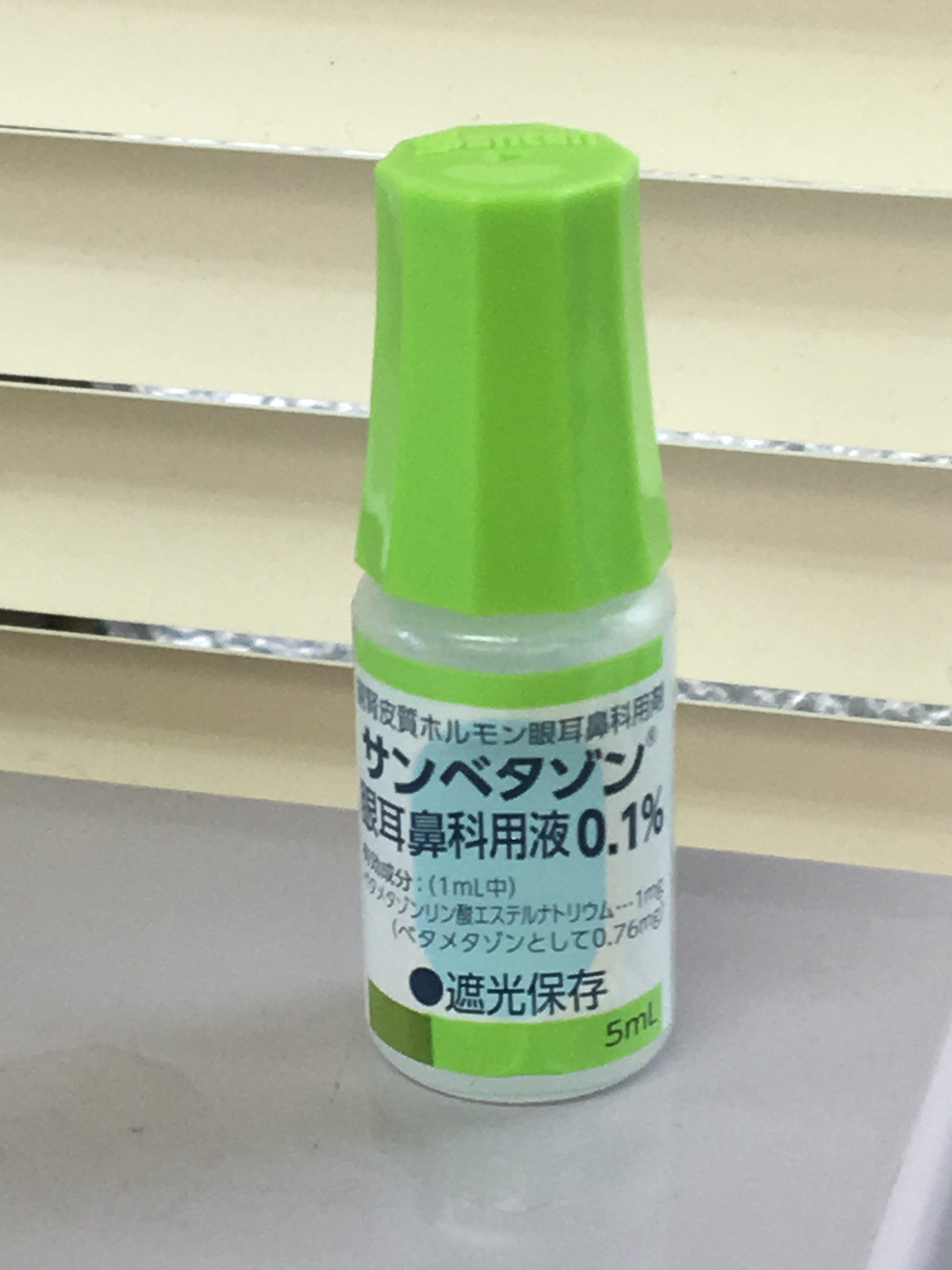
サンベタゾン眼耳鼻科用液0.1%ベタメタゾンリン酸エステルナトリウムステロイド点眼薬

軟膏、クリーム、ローション
湿疹・皮膚炎群（手湿疹、進行性指掌角皮症、脂漏性皮膚炎を含む）、乾癬、虫さされ、薬疹・中毒疹、痒疹群（ストロフルス、じん麻疹様苔癬、結節性痒疹を含む）、紅皮症、紅斑症（多形滲出性紅斑、ダリエ遠心性環状紅斑）、ジベル薔薇色粃糠疹、掌蹠膿疱症、扁平紅色苔癬、慢性円板状エリテマトーデス、肉芽腫症（サルコイドーシス、環状肉芽腫）、特発性色素性紫斑（マヨッキー紫斑、シャンバーク病）、円形脱毛症、肥厚性瘢痕・ケロイド、悪性リンパ腫（菌状息肉症を含む）、アミロイド苔癬、水疱症（天疱瘡群、ジューリング疱疹状皮膚炎・水疱性類天疱瘡）
点眼・点耳・点鼻液
眼科：外眼部および前眼部の炎症性疾患の対症療法（眼瞼炎、結膜炎、角膜炎、強膜炎、上強膜炎、前眼部ブドウ膜炎、術後炎症）
耳鼻科：外耳・中耳（耳管を含む）または上気道の炎症性・アレルギー性疾患（外耳炎、中耳炎、アレルギー性鼻炎等）、術後処置
注射剤、坐剤、錠剤、散剤、シロップ
内分泌疾患：慢性副腎皮質機能不全、急性副腎皮質機能不全（副腎クリーゼ）、副腎性器症候群、亜急性甲状腺炎、甲状腺疾患に伴う悪性眼球突出症、甲状腺中毒症〔甲状腺（中毒性）クリーゼ〕、ACTH単独欠損症
リウマチ疾患：関節リウマチ、若年性関節リウマチ（スチル病を含む）、リウマチ熱（リウマチ性心炎を含む）、リウマチ性多発筋痛
膠原病：エリテマトーデス（全身性および慢性円板状）、全身性血管炎（大動脈炎症候群、結節性動脈周囲炎、多発性動脈炎、ヴェゲナ肉芽腫症を含む）、多発性筋炎（皮膚筋炎）、強皮症
腎疾患：ネフローゼ、ネフローゼ症候群
心疾患：鬱血性心不全
アレルギー性疾患：気管支喘息、喘息性気管支炎（小児喘息性気管支炎を含む）、喘息発作重積状態、アナフィラキシーショック、薬剤その他の化学物質によるアレルギー・中毒（薬疹、中毒疹を含む）、血清病
重症感染症：重症感染症（化学療法と併用する）
血液疾患：溶血性貧血（免疫性または免疫性機序の疑われるもの）、白血病（急性白血病、慢性骨髄性白血病の急性転化、慢性リンパ性白血病）（皮膚白血病を含む）、顆粒球減少症（本態性、続発性）、紫斑病（血小板減少性および血小板非減少性）、再生不良性貧血、凝固因子の障害による出血性素因、髄膜白血病
消化器疾患：限局性腸炎、潰瘍性大腸炎
重症消耗性疾患：重症消耗性疾患の全身状態の改善（癌末期、スプルーを含む）
肝疾患：劇症肝炎（臨床的に重症と看做されるものを含む）、胆汁鬱滞型急性肝炎、肝硬変（活動型、難治性腹水を伴うもの、胆汁鬱滞を伴うもの）
肺疾患：サルコイドーシス（ただし、両側肺門リンパ節腫脹のみの場合を除く）、びまん性間質性肺炎（肺線維症）（放射線肺臓炎を含む）
結核性疾患：肺結核（粟粒結核、重症結核に限る）、結核性髄膜炎、結核性胸膜炎、結核性腹膜炎、結核性心嚢炎
神経疾患：脳脊髄炎（脳炎、脊髄炎を含む）（ただし、一次性脳炎の場合は頭蓋内圧亢進症状が見られ、かつ他剤で効果が不充分な時に短期間用いる事）、重症筋無力症、多発性硬化症（視束脊髄炎を含む）末梢神経炎（ギランバレー症候群を含む）、小舞踏病、顔面神経麻痺、脊髄蜘網膜炎
悪性腫瘍：悪性リンパ腫（リンパ肉腫症、細網肉腫症、ホジキン病、皮膚細網症、菌状息肉症）および類似疾患（近縁疾患）、好酸性肉芽腫、乳癌の再発転移
その他の内科的疾患：特発性低血糖症、原因不明の発熱
外科領域：副腎摘除、臓器・組織移植、副腎皮質機能不全患者に対する外科的侵襲、蛇毒・昆虫毒（重症の虫さされを含む）、侵襲後肺水腫、外科的ショックおよび外科的ショック様状態、出血性ショックにおける救急、または術中・術後のショック、脳浮腫、輸血による副作用、気管支痙攣（術中）
整形外科領域：強直性脊椎炎（リウマチ性脊椎炎）、強直性脊椎炎（リウマチ性脊椎炎）に伴う四肢関節炎、変形性関節症（炎症症状がはっきり認められる場合）、外傷後関節炎、非感染性慢性関節炎、痛風性関節炎、関節周囲炎（非感染性のものに限る）、腱周囲炎（非感染性のものに限る）、腱炎（非感染性のものに限る）、腱鞘炎（非感染性のものに限る）、滑液包炎（非感染性のものに限る）、変形性関節症（炎症症状がはっきり認められる場合）、外傷後関節炎
産婦人科領域：卵管閉塞症（不妊症）に対する通水療法、卵管整形術後の癒着防止、副腎皮質機能障害による排卵障害
泌尿器科領域：前立腺癌（他の療法が無効な場合）、陰茎硬結
皮膚科領域：湿疹・皮膚炎群（急性湿疹、亜急性湿疹、慢性湿疹、接触皮膚炎、貨幣状湿疹、自家感作性皮膚炎、アトピー皮膚炎、乳・幼・小児湿疹、ビダール苔癬、その他の神経皮膚炎、脂漏性皮膚炎、進行性指掌角皮症、その他の手指の皮膚炎、陰部あるいは肛門湿疹、耳介および外耳道の湿疹・皮膚炎、鼻前庭および鼻翼周辺の湿疹・皮膚炎等）（ただし、重症例以外は極力投与しない事）、痒疹群（小児ストロフルス、蕁麻疹様苔癬、固定蕁麻疹を含む）（ただし、重症例に限る。また、固定蕁麻疹は局注が望ましい）、類乾癬（重症例に限る）、掌蹠膿疱症（重症例に限る）、毛孔性紅色粃糠疹（重症例に限る）、成年性浮腫性硬化症、紅斑症〔多形滲出性紅斑（重症例に限る）、結節性紅斑〕、レイノー病、先天性表皮水疱症、帯状疱疹（重症例に限る）、顔面播種状粟粒性狼瘡（重症例に限る）、潰瘍性慢性膿皮症、新生児スクレレーマ、蕁麻疹（慢性例を除く）（重症例に限る）、乾癬および類症〔尋常性乾癬（重症例）、関節症性乾癬、乾癬性紅皮症、膿疱性乾癬、稽留性肢端皮膚炎、疱疹状膿痂疹、ライター症候群〕、アナフィラクトイド紫斑（単純型、シェーンライン型、ヘノッホ型）（重症例に限る）、ウェーバークリスチャン病、皮膚粘膜眼症候群〔開口部びらん性外皮症、スチブンス・ジョンソン病、皮膚口内炎、フックス症候群、ベーチェット病（眼症状のない場合）、リップシュッツ急性陰門潰瘍〕、天疱瘡群（尋常性天疱瘡、落葉状天疱瘡、Senear-Usher症候群、増殖性天疱瘡）、デューリング疱疹状皮膚炎（類天疱瘡、妊娠性疱疹を含む）、紅皮症（ヘブラ紅色粃糠疹を含む）、円形脱毛症（悪性型に限る）、早期ケロイドおよびケロイド防止
眼科領域：内眼・視神経・眼窩・眼筋の炎症性疾患の対症療法（ブドウ膜炎、網脈絡膜炎、網膜血管炎、視神経炎、眼窩炎性偽腫瘍、眼窩漏斗尖端部症候群、眼筋麻痺）、外眼部および前眼部の炎症性疾患の対症療法で点眼が不適当または不十分な場合（眼瞼炎、結膜炎、角膜炎、強膜炎、虹彩毛様体炎）、眼科領域の術後炎症
耳鼻咽喉科領域：急性・慢性中耳炎、滲出性中耳炎・耳管狭窄症、メニエル病およびメニエル症候群、急性感音性難聴、口腔外科領域手術後の後療法、血管運動（神経）性鼻炎、アレルギー性鼻炎、花粉症（枯草熱）、副鼻腔炎・鼻茸、進行性壊疽性鼻炎、喉頭炎・喉頭浮腫、喉頭ポリープ・結節、食道の炎症（腐蝕性食道炎、直達鏡使用後）および食道拡張術後、耳鼻咽喉科領域の手術後の後療法、難治性口内炎および舌炎（局所療法で治癒しないもの）、嗅覚障害、急性・慢性（反復性）唾液腺炎

## 副作用
吸収率の高い部位、頬、頭、首、陰部では長期連用しないよう注意し、顔へのストロング以上のステロイドの使用は推奨されない。全米皮膚炎学会によれば、ステロイド外用薬離脱の危険性を医師と患者は知っておくべきで、強いステロイドの連用は2週間までとし、その後少しずつ漸減して減らしていくとした。
重大な副作用として添付文書に記載されているものは、次のようなものである。
軟膏、クリーム、ローション
眼圧亢進、緑内障、後嚢白内障
点眼・点耳・点鼻液
緑内障、角膜ヘルペス、角膜真菌症、緑膿菌感染症の誘発、穿孔、後嚢白内障
注射剤、坐剤、錠剤、散剤、シロップ
ショック、アナフィラキシー、誘発感染症、感染症の増悪、続発性副腎皮質機能不全、糖尿病、消化管潰瘍、消化管穿孔、膵炎、精神変調、うつ状態、痙攣、骨粗鬆症、大腿骨および上腕骨等の骨頭無菌性壊死、ミオパチー、緑内障、後嚢白内障、血栓症、喘息発作の増悪